# Fredrik Reinhold Bruun
Fredrik Reinhold Bruun, född 27 maj 1777 i Heda socken, död 23 augusti 1842 i Klockrike socken, var en svensk präst.

## Biografi
Fredrik Reinhold Bruun föddes 1777 på Lilla Disevid i Heda socken. Han var son till fänriken vid Östgöta infanteriregemente Johan Carl Braun och Anna Charlotta Svanstedt. Bruun studerade i Linköping och blev höstterminen 1797 student vid Uppsala universitet, Uppsala. Han blev 26 september 1801 student vid Kungliga Akademien i Åbo, Åbo och 28 juni 1805 magister därstädes. Bruun blev 1 februari 1809 kollega i Linköping, tillträde samma år och 24 april 1816 konrektor därstädes med tillträde 1817. Han prästvigdes 14 september 1817 och tog pastoralexamen 30 januari 1819. Brauun blev 10 mars 1819 rektor i Vadstena, tillträde samma år och kyrkoherde i Klockrike församling 10 oktober 1827 med tillträde 1829. Den 19 juni 1830 blev han prost. Bruun avled 1842 i Klockrike socken.

### Familj
Bruun gifte sig första gången 30 augusti 1811 med Anna Ulrica Ekervall (1779–1835), som var dotter till en regementspastor. De fick tillsammans barnen Anna Fredrica, Carl Adolf Reinhold (1814–1884) och Augusta Mathilda (1822–1904).  Han gifte sig andra gången 13 september 1839 med Maria Fredrica Charlotta Rådstrand (1807–1858), som var dotter till kyrkoherden Carl Peter Rådstrand och Brita Christina Gavelholm i Tyresö socken. De fick tillsammans sonen Augusta Reinhold (1841–1842). Efter Bruuns död gifte Rådstrand om sig med sergeanten Svante Gottfrid Schmidt.